# Neocalyptis brinchangi
Neocalyptis brinchangi Razowski, 2005 è una falena appartenente alla famiglia Tortricidae, endemica della Malaysia.